# 小行星1269
小行星1269（1269 Rollandia）是一颗围绕太阳公转的小行星。1930年9月20日，格利果利·N·諾伊明在克里米亚发现了此天体。
該小行星以法國作家，1915年諾貝爾文學獎得主羅曼·羅蘭命名。
这颗小行星的绝对星等为18.54070878916679等。